# Lijst van Batman-strips
De lijst van Batman-strips is een lijst van comics van de superheld Batman. Over dit personage van DC Comics zijn veel strips, boeken en graphic novels verschenen.

## Lopende series

### Series met Batman in de hoofdrol
- Batman (1940 - lopend) + 26 annuals
- Detective Comics (From issue #27, 1939 - lopend) + 10 annuals
- All Star Batman and Robin the Boy Wonder (september 2005)
- Superman/Batman (2003 - lopend) + 1 annual
- The Batman Strikes! – gebaseerd op de animatieserie The Batman
- Batman Confidential (februari 2007)
- Batman and the Outsiders (2nd volume beginning in Oktober 2007)

### Met Batman in een bijrol
- Justice League of America (vierde volume, juli 2006)
- JLA Classified (2004)
- Brave and the Bold (second volume, februari 2007)
- Birds of Prey (januari 1999)
- Catwoman (januari 2002)
- Nightwing (oktober 1996 + 2 annuals)
- Robin (november 1993 + 6 annuals)
- Teen Titans (derde volume) + 1 annual

### Gestopte series
- The Batman Chronicles (Zomer 1995 tot Winter 2001 - 23 kwartdelen)
- Batman Family (1975 tot 1978 - 20 delen)
- Batman: Legends of the Dark Knight (november 1989 tot januari 2007 - 214 delen + 7 annuals + 3 Halloween specials)
- Batman: Shadow of the Bat (juni 1992 tot februari 2000 - 96 delen + 5 annuals)
- Batman and the Outsiders (1983 tot 1986 - 32 delen)
- Outsiders (2003 series) (augustus 2003 tot oktober 2007 - 50 delen + 1 annual)
- The Brave and the Bold (1955 tot 1983 - 200 delen) – vanaf #67 bevatte elk deel een teamup tussen Batman en een ander personage.
- Star Spangled Comics (1947 tot 1952 - 66 delen)
- World's Finest Comics (1941 tot 1986 - 323 delen)
- Batman: Gothic Knights (maart 2000 tot februari 2006 - 74 delen)
- JLA + 4 annuals
- Justice League Adventures, gebaseerd op de Justice League animatieserie
- Justice League Unlimited, gebaseerd op de televisieserie
- Anarky (mei 1999 tot december 1999 - 8 delen)
- Azrael (februari 1995 tot mei 2003 - 101 delen + 3 annuals)
- Batgirl (april 2000 tot april 2006 - 73 delen + 1 annual)
- Catwoman (1993 series) (augustus 1993 tot juli 2000 - 96 delen + 4 annuals)
- Gotham Central - (december 2002 tot februari 2006 - 40 delen)
- The Joker (1975 - 9 delen)

## Andere publicaties

### Miniseries
- Batman and the Monster Men (november 2005 tot april 2006 - 6 delen)
- Batman and the Mad Monk (on sale 4/7/07)
- Batman: The Dark Knight Returns (1985 tot 1986 - 4 delen)
- Batman: Year One
- Batman: The Cult (4 delen)
- Batman: The Dark Knight Strikes Again (november 2001 tot juli 2002 - 3 delen)
- Batman: Sword of Azrael (1992 tot 1993 - 4 delen)
- Batman Family (december 2002 tot februari 2003 - 8 delen)
- Batman: Death and the Maidens
- Batman: Orpheus Rising (2001 - 5 delen)
- Batman: Black & White (1996 - 4 delen)
- Batman: Black & White 2
- Batman - Wildcat (1997 - 3 delen)
- Batman: Bane of the Demon (1998 - 4 delen)
- Batman: Dark Victory (november 1999 tot januari 2001 - 13 delen)
- Batman: The Long Halloween (Oct 1996 tot Oct 1997 - 13 delen)
- The Untold Legend of the Batman (juli tot september 1980 - 3 delen)
- Batman: Two-Face Strikes Twice (1993 - 2 delen)
- Batman: Turning Points (januari 2001 - 5 delen)
- Batman: Run, Riddler, Run (1992 - 3 delen)
- Batman: City of Light (december 2003 tot juli 2004 - 8 delen)
- Arkham Asylum: Living Hell (2003 - 6 delen)
- World's Finest (1990 - 3 delen)
- Superman & Batman: World's Finest (1999 - 10 delen)
- Batman-Superman-Wonder Woman: Trinity (2003 - 3 delen)
- Batman: Tenses (2003 - 2 delen)
- Batman: Outlaws (2000 - 3 delen)
- Year One: Batman/Ra's Al Ghul (2005 - 2 delen)
- Year One: Batman/Scarecrow (2005 - 2 delen)
- Batman: Jekyll and Hyde (2005 - 6 delen)
- Batman: Dark Detective (2005 - 6 delen) ISBN 1-4012-0898-3
- Batman: Gotham County Line (2005 - 3 delen)
- Batman: Journey into Knight (2005 tot 2006 - 12 delen)
- Batman: Secrets (2005 tot 2006 - 5 delen)
- Batman: Year 100 (2006)
- Man-Bat (2 delen)
- Batman: The Detective (2021)

### Een deel
- Arkham Asylum: A Serious House on Serious Earth (1989) Softcover ISBN 0-930289-56-0
- The Killing Joke (1986) Softcover ISBN 0-930289-45-5 No Hardcover editie
- The Joker: Devil's Advocate ISBN 1-56389-280-4
- Batman: The Man Who Laughs
- Batman: Digital Justice (1990)
- Batman: Child of Dreams
- Batman: Son of the Demon (1987) Softcover ISBN 0-930289-25-0
- Batman: Birth of the Demon
- Batman: Bride of the Demon
- Batman: Holy Terror
- Batman: Hong Kong Hardcover ISBN 1-4012-0057-5 Softcover ISBN 1-4012-0101-6
- Batman: Fortunate Son Softcover ISBN 1-56389-590-0
- Batman: Absolution Softcover ISBN 1-4012-0037-0 Hardcover ISBN 1-56389-934-5
- Batman/Nightwing: Bloodbourne
- Batman & Poison Ivy: Cast Shadows (2004)
- Batman: Two Face: Crime & Punishment (1995)
- Batman: Riddler: Riddle Factotry (1995)
- Batman: Poison Ivy (1997)
- Batman/Deadman: Death and Glory (1996) ISBN 1-56389-228-6
- Batman: DOA (1999)
- Batman: EGO (2000)
- Batman: Night Cries (1992) ISBN 1-56389-059-3
- Batman/Phantotm Stranger (1997)
- Batman: The Abduction (1998)
- Batman: The Chalice (1998) ISBN 1-56389-632-X
- Batman: Harvest Breed ISBN 1-56389-775-X
- Batman: Room Full of Strangers (2004)
- Batman: The 12 Cent Adventure (2004)
- Holy Terror, Batman! (2007)
- Batman/The Spirit (2006)
- Batman: War on Crime
- Batman: Full Circle
- Batman: Dreamland
- Batman: Book of Shadows
- Batman: Batman of Arkham
- Batman/Joker: Switch
- Batman: Scarface

### Crossovers met andere bedrijven
In deze strip ontmoet Batman personages die niet van DC Comics maar andere stripcompagnieën zijn.
- Batman/Aliens #1-2
- Batman/Aliens II #1-3
- Batman/Danger Girl
- Batman/Daredevil: King of New York
- Batman/Deathblow: After the Fire #1-3
- Batman/Grendel #1-2
- Grendel/Batman #1-2
- Batman/Hellboy/Starman #1-2
- Batman/Judge Dredd: Judgement on Gotham
- Batman/Judge Dredd: Vendetta in Gotham
- Batman/Judge Dredd: The Ultimate Riddle
- Batman/Judge Dredd: Die Laughing #1-2
- Batman/Punisher: Lake of Fire
- Batman/Spawn: War Devil
- Batman/Spider-Man
- Batman/Tarzan: Claws of the Cat-Woman #1-4
- Batman and Captain America
- Batman vs. The Incredible Hulk (DC Special Series #27)
- Batman vs. Predatotr #1-3
- Batman vs. Predatotr II: Bloodmatch #1-4
- Batman vs. Predatotr III: Blood Ties
- Bruce Wayne: Agent of S.H.I.E.L.D. (Amalgam Comics)
- Daredevil/Batman
- The Dark Claw Adventures (Amalgam Comics)
- The Darkness/Batman
- Legends of the Dark Claw (Amalgam Comics)
- Planetary/Batman: Night on Earth
- Punisher/Batman: Deadly Knights
- Spawn/Batman: Red Scare
- Batman/The Spirit (2006)
- Superman & Batman vs. Aliens & Predatotr (januari 2007)

### Animatie
Deze specials en mini-series zijn gebaseerd op de Batman animatieseries
- The Batman Adventures (1992 tot 1995 - 36 delen) + 3 annuals – gebaseerd op de animatieserie uit 1992.
- The Batman and Robin Adventures (1995 tot 1997 - 25 delen)
- The Batman Adventures: The Lost Years (1997 tot 1998 - 5 delen; transition)
- Batman: Gotham Adventures (1998 tot 2003 - 60 delen)
- Batman Beyond (5 delen)
- Batman Beyond: Return of the Joker (filmbewerking)
- The Batman Adventures (2003 tot 2004 - 17 delen)

## Herdrukken
Veel van de oude Batmanstrips zijn later herdrukt.

### Moderne Batman
Dit zijn verhalen die verschenen in de boeken van de Batman family.
| Titel                                     | Materiaal | ISBN                                |
| ----------------------------------------- | --- | ----------------------------------- |
| Year One                                  | Batman #404-407 | HC: 1-4012-0690-5 SC: 0-930289-33-1 |
| Year Two: Fear The Reaper                 | DC #575-578 and Full Circle | 1-56389-967-1                       |
| Ten Nights of The Beast                   | Batman #417-420 | 1563891557                          |
| A Death in the Family                     | Batman #426 – 429 | 0930289447                          |
| Many Deaths of Batman                     | Batman #433-435 |                                     |
| A Lonely Place of Dying                   | Batman #440-442 and New Titans #60-61 | 0930289633                          |
| Blind Justice                             | DC #598-600 | 156389047x                          |
| Knightfall Part One: Broken Bat           | Batman #491-497 en DC #659-663 | 1563891425                          |
| Knightfall Part Two: Who Rules The Night] | Batman #498-500, DC #664-666, SoTB #16-18 en delen van Showcase ‘93 #7-8                                                                                        | 1563891484                          |
| Knightfall Part Three: KnightsEnd         | Batman #498-500, SoTB #29-30, DC #676-677, LoTDK #62-63, Robin #8-9 en Catwoman #12                                                                             | 1563891913                          |
| Prodigal                                  | Batman #512-514, DC #679-681, SoTB #32-34 en Robin # 11-13 | 1563893347                          |
| Contagion                                 | Azrael #15-16, Batman #529, Batman: Chronicles #4, SoTB #48-49, Catwoman #31-32, DC #695-696 en Robin #27-28                                                    | 1563892936                          |
| Legacy                                    | Batman # 533-534, SoTB #53-54, Catwoman #35-36, DC #699-702 en Robin #31-33                                                                                     |                                     |
| Cataclysm                                 | Batman #553-554, DC #719-721, SoTB #73-74, Nightwing #19-20, Catwoman #56, Robin #53, Chronicles #12, Blackgate: Isle of Men and Huntress/Spoiler: Blunt Trauma | 1563895277                          |
| No Man’s Land Vol. 1                      | Batman #563-564, SoTB #83-84, DC #730-731 and LoTDK #116 | 1563895641                          |
| No Man’s Land Vol. 2                      | LoTDK #117&119, SoTB #85-87, Batman #56 and DC #732-733 | 1563895994                          |
| No Man’s Land Vol. 3                      | Batman #566-569, LoTDK #120-121, SoTB #88 and DC #734-735 | 1563896346                          |
| No Man’s Land Vol. 4                      | Batman #571-572, Chronicles #18. LoTDK #125, SoTB #92-93 and DC #736,738-739                                                                                    | 1563896982                          |
| No Man’s Land Vol. 5                      | Batman #573-574, LoTDK #126, SoTB #91 and DC #740-741 | 1563897091                          |
| Evolution                                 | DC #743-746 | 1563897261                          |
| Officer Down                              | Batman #587, Robin #86, Birds of Prey #27, Catwoman #90, Nightwing #53, DC #754 and Gotham Knights #13                                                          | 1563897873                          |
| Bruce Wayne: Murderer?                    | Batman: 10-Cent Adventure, DC #766-767, Batgirl #24, Nightwing #65-66, Gotham Knights 25-26, Birds of Prey #39-40, Robin #98-99 and Batman #599-600             | 1563899132                          |
| Bruce Wayne: Fugitive Vol. 1              | Batman #601,603, Gotham Knights #27-28, Batgirl #27, 29; Birds of Prey #41, 43 and Nightwing #68-69                                                             | 1-56389-933-7                       |
| Bruce Wayne: Fugitive Vol. 2              | DC #768-772, Gotham Knights #31 and Batman #605 | 1-56389-947-7                       |
| Bruce Wayne: Fugitive Vol. 3              | DC #773-775, Batman #606-607 and Batgirl #33 | 1-4012-0079-6                       |
| Hush Vol. 1                               | Batman #608-612 | HC: 1401200613 SC: 1401200605       |
| Hush Vol. 2                               | Batman #613-619 & Stotry from Wizard | HC: 1401200842 SC: 1401200923       |
| Superman/Batman Vol. 1: Public Enemies    | Superman/Batman #1-6, ‘When Clark Met Bruce’ from Secret Files & Origins 2003                                                                                   | 1-4012-0220-9                       |
| Superman/Batman Vol. 2: Supergirl         | Superman/Batman #8-13 |                                     |
| Superman/Batman Vol. 3: Absolute Power    | Superman/Batman #14-18 |                                     |
| Broken City                               | Batman #620-625 | HC: 1401201334 SC: 1401202144       |
| Superman/Batman Vol. 4: Vengeance         | Superman/Batman #20-25 |                                     |
| Batman: As the Crow Flies                 | Batman #626-630 | 1401203442                          |
| War Drums                                 | DC #790-796 and Robin #126-128 | 1401203418                          |
| War Games Act One: Outbreak               | 12-Cent Adventure, DC #797, Batman #631, LoTDK #182, Nightwing #96, Gotham Knights #56, Robin #129, Batgirl #55 and Catwoman #34                                | 1401204295                          |
| War Games Act Two: Tides                  | DC #798, Batman #632, LoTDK #183, Nightwing #97, Gotham Knights #57, Robin #130, Batgirl #56 and Catwoman #35                                                   | 1401204309                          |
| War Games Act Three: Endgame              | Batman #633, Batgirl #57, Catwoman #36, Robin #131 and Gotham Knights #58                                                                                       | 1401204317                          |
| City of Crime                             | DC #800-808, 811-814 | 1401208975                          |
| Under the Hood Vol. 1                     | Batman #635-641 | 1401207561                          |
| Under the Hood Vol. 2                     | Batman #645-650 and Batman Annual 1 | 1-4012-0901-7                       |
| Hush Returns                              | Gotham Knights #50-55, 66 | 1401209009                          |
| War Crimes                                | DC #809-810 | 1401209033                          |
| Face the Face (One Year Later)            | Batman #651-654 and DC #817-820 | 1-4012-0910-6                       |
| Detective                                 | DC #821-826 |                                     |
| Batman and Son                            | Batman #655-658, #663-666 |                                     |

### Legends of the Dark Knight
Dit zijn verzamelingen van de “Legends of the Dark Knight” strip, die voornamelijk verhalen uit Batmans begindagen bevat!
| Titel                                | Materiaa                                         | ISBN          |
| ------------------------------------ | ------------------------------------------------ | ------------- |
| Shaman                               | Legends of the Dark Knight #1 - 5                | 1-56389-083-6 |
| Gothic                               | Legends of the Dark Knight #6 - 10               | 1-56389-028-3 |
| Prey                                 | Legends of the Dark Knight #11 - 15              |               |
| Venom                                | Legends of the Dark Knight #16 - 20              | 1-56389-101-8 |
| Faces                                | Legends of the Dark Knight #28 - 30              | 1-56389-126-3 |
| Collected Legends of the Dark Knight | Legends of the Dark Knight #32 - 34, 38, 42, 43  |               |
| Other Realms                         | Legends of the Dark Knight # 35, 36, 76 - 78     | 1-56389-420-3 |
| Dark Legends                         | Legends of the Dark Knight # 39, 40, 50, 52 - 54 |               |
| Terror                               | Legends of the Dark Knight #137 - 141            | 1-4012-0125-3 |
| Snow (28 maart 2007)                 | Legends of the Dark Knight #192 - 196            | 1-40121-265-4 |

### Overige collecties
Dit zijn verzamelingen van verhalen uit verschillende oude Batmanstrips.
| Titel                            | Materiaal | ISBN                                  |
| -------------------------------- | --- | ------------------------------------- |
| Scarecrow Tales                  | World's Finest Comics #3, Batman #189, 262, The Joker #8, Detective Comics #503, 571, Scarecrow (Villains) #1 and Gotham Knights #23                                         |                                       |
| The Arrow, The Ring and The Bat  | Legends of the DC Universe #7-9 and Legends of the Dark Knight #127-131 |                                       |
| Tales of the Demon               | Batman #232, 235, 240, 242-244, Detective Comics #411, 485, 489, 490 and DC Specials Vol. 2 #15                                                                              |                                       |
| Batman: Anarky                   | DC #608-609, Batman Chronicles #1, SoTB #40-41 and Anarky #1-4 | Titan 1-85286-995-X, DC 1-56389-437-8 |
| Strange Apparitions              | Detective Comics #469 - 479 | 1-56389-500-5                         |
| The Complete Frank Miller Batman | Batman #404-407 (Year One), The Dark Knight Returns #1-4 and "Wanted: Santa Claus - Dead or Alive" from DC Special: Super Star Holiday Special #21 (written by Denny O'Neil) |                                       |

- Batman: The Last Arkham (reprints Shadow of the Bat 1-4)

### Neal Adams
- Batman Illustrated by Neal Adams (herdrukken van al Neal Adams Batman verhalen en covers)
  - Volume 1 (reprints World's Finest Comics 175-176, The Brave and the Bold 79-85, Detective 392 plus various covers) (Hardback only)
  - Volume 2 (reprints The Brave and the Bold 86, 93; Detective 395, 397, 400, 402, 404, 407-408, 410; Batman 219; plus various covers) (Hardback only)
  - Volume 3 (reprints Batman 232, 234, 237, 243-245, 251 plus others) (Hardback only) 1-4012-0407-4
- Batman: Cover tot Cover

### Absolute Edition
- Absolute Batman: Hush (reprints Batman 608 - 619 + Extras) (Oversized slipcased Hardback) ISBN 1-4012-0426-0
- Absolute Dark Knight (reprints Dark Knight Returns + Dark Knight Strikes Again + Extras) ISBN 1-4012-1079-1
- Absolute Batman: The Long Halloween (reprints Batman: The Long Halloween + Extras) ISBN 1-4012-1282-4

### Greatest Ever Told series
- The Greatest Batman Stories Ever Told (Also available in Hardback) (reprints Batman 1, 25, 47, 61, 156, 234, 250, 312; Detective Comics 31, 32, 211, 235, 345, 404, 429, 437, 442, 457, 474, 482, 500; Worlds Finest Comics 94; The Brave and the Bold 197; Star Spangled Comics 124; DC Special Series 15)
- The Greatest Batman Stories Ever Told Volume 2 featuring Catwoman and The Penguin
- The Greatest Joker Stories Ever Told (Also available in Hardback) (reprints Batman 1, 4, 63, 73, 74, 110, 159, 163, 251, 321; Detective Comics 168, 475, 476; Worlds Finest Comics 61; Batman Kellogg's Special, The Brave and the Bold 111; The Joker 3)
- Stacked Deck: The Greatest Joker Stories Ever Told Expanded Edition (Purple leather Hardback only)
- Batman featuring Two-Face and The Riddler (reprints Detective Comics 66, 68, 140, 377; Batman 179; Batman Annual 14; Secret Origins Special 1)

### Archive Editions
- Batman Archives Volume 1 (Reprints Batman stories only from Detective Comics 27 tot 50) ISBN 0-930289-60-9
- Batman Archives Volume 2 (Reprints Batman stories only from Detective Comics 51 tot 70) ISBN 1-56389-000-3
- Batman Archives Volume 3 (Reprints Batman stories only from Detective Comics 71 tot 86) ISBN 1-56389-099-2
- Batman Archives Volume 4 (Reprints Batman stories only from Detective Comics 87 tot 102) ISBN 1-56389-414-9
- Batman Archives Volume 5 (Reprints Batman stories only from Detective Comics 103 tot 119) ISBN 1-56389-725-3
- Batman Archives Volume 6 (Reprints Batman stories only from Detective Comics 120 tot 135) ISBN 1-4012-0409-0
- Batman: The Dark Knight Archives Volume 1 (Reprints Batman 1 tot 4)
- Batman: The Dark Knight Archives Volume 2 (Reprints Batman 5 tot 8)
- Batman: The Dark Knight Archives Volume 3 (Reprints Batman 9 tot 12)
- Batman: The Dark Knight Archives Volume 4 (Reprints Batman 13 tot 16)
- Batman: The Dark Knight Archives Volume 5 (Reprints Batman 17 tot 20)
- Batman: The Dynamic Duo Archives Volume 1 (Reprints Batman 164 tot 166 and Detective Comics 327 tot 333) ISBN 1-56389-932-9
- Batman: The Dynamic Duo Archives Volume 2 (Reprints Batman 168 tot 171 and Detective Comics 334 tot 339 from 1964-1965) ISBN 1-4012-0772-3
- Batman in the World's Finest Archives Volume 1 (Reprints Batman stories only from World's Finest 1 tot 16)
- Batman in the World's Finest Archives Volume 2 (Reprints Batman stories only from World's Finest 17 tot 32, circa 1941-1948)
- World's Finest Archives Volume 1 (reprints Superman 76 and World's Finest 71 tot 85)
- World's Finest Archives Volume 2 (reprints World's Finest 86 tot 101)

### Showcase Presents
- Showcase Presents: Batman Vol. 1 (reprints Detective 327-342, Batman 164-174) ISBN 1 40121-086-4
- Showcase Presents: The Brave and The Bold — The Batman Team-Ups Vol. 1 (Reprints The Brave and the Bold 59, 64, 67, 69-71 and 74-87) ISBN 1-40121-209-3

### Decade Editions
- Batman in the Forties ISBN 1-4012-0206-3
- Batman in the Fifties ISBN 1-56389-810-1
- Batman in the Sixties ISBN 1-56389-491-2
- Batman in the Seventies ISBN 1-56389-565-X
- Batman in the Eighties ISBN 1-4012-0241-1

### Batman Chronicles
Deze serie zal elk Batman avontuur in kleur herdrukken, in chronologische volgorde.
- Batman Chronicles Volume 1 (Reprints Detective Comics #27-38 and Batman #1) ISBN 1-4012-0445-7
- Batman Chronicles Volume 2 (Reprints Detective Comics #39-45, Batman #2-3, and New York World's Fair Comics #2) ISBN 1-4012-0790-1

### Animated Batman Collections
- The Batman Adventures (Reprints The Batman Adventures #1-6) ISBN 1-56389-098-4
- The Dark Knight Adventures (Reprints The Batman Adventures #7-12) ISBN 1-56389-124-7
- The Batman Adventures: Dangerous Dames and Demons ISBN 1-56389-973-6
- Batman: Gotham Adventures (Reprints Batman: Gotham Adventures #1-6)
- Batman Adventures:
  - Vol 1: Rogues' Gallery (Digest size reprints Batman: Gotham Adventures #50 and Batman Adventures #1-4) ISBN 1-40120-329-9
  - Vol 2: Shadows & Masks (Digest size reprints Batman Adventures #5-9) ISBN 1-40120-330-2
- The Batman Strikes!
  - 1: Crime Time (Reprints The Batman Strikes! #1-5) ISBN 1-40120-509-7
  - 2: In Darkest Knight (Reprints The Batman Strikes! #6-10) ISBN 1-40120-510-0